# Palmarès dello Yellow Red Koninklijke Voetbalclub Mechelen
Il Yellow Red Koninklijke Voetbalclub Mechelen, noto anche come KV Mechelen, chiamato comunemente Mechelen o a volte anche con il nome francese Malines, è una società calcistica belga con sede nella città di Mechelen.
Fondato nel 1904, ebbe il suo periodo migliore verso la fine degli anni ottanta, quando riuscì ad affermarsi anche a livello internazionale con la vittoria della Coppa delle Coppe 1987-1988 e della Supercoppa europea 1988.

## Competizioni nazionali
- Campionato belga: 4

1942-1943, 1945-1946, 1947-1948, 1988-1989
- Coppa del Belgio: 2

1986-1987, 2018-2019
- Tweede klasse: 7

1925-1926, 1927-1928, 1962-1963, 1982-1983, 1998-1999, 2001-2002, 2018-2019
- Derde klasse: 1

2004-2005

## Competizioni internazionali
- Coppa delle Coppe: 1

1987-1988
- Supercoppa UEFA: 1

1988

## Competizioni amichevoli
- Torneo di Amsterdam: 1

1989
- Trofeo Gamper: 1

1989

## Altri piazzamenti
- Campionato belga:

Secondo posto: 1930-1931, 1953-1954, 1986-1987, 1987-1988, 1990-1991
Terzo posto: 1946-1947, 1989-1990, 1992-1993
- Coppa del Belgio:

Finalista: 1953-1954, 1966-1967, 1990-1991, 1991-1992, 2008-2009, 2022-2023
Semifinalista: 2009-2010
- Supercoppa del Belgio:

Finalista: 1987, 2019, 2023
- Tweede klasse:

Secondo posto: 1980-1981, 1986-1987
- Coppa delle Coppe:

Semifinalista: 1988-1989